# Enrique Escalante
Enrique Escalante (ur. 6 sierpnia 1984 w Bayamón) – portorykański siatkarz. Uczestniczył w Pucharze Świata w 2007 roku, gdzie wraz z reprezentacją Portoryko zajął szóste miejsce, oraz w Mistrzostwach Ameryki Północnej w Piłce Siatkowej 2007, które ukończył na drugim miejscu.